# 러프 트레이드

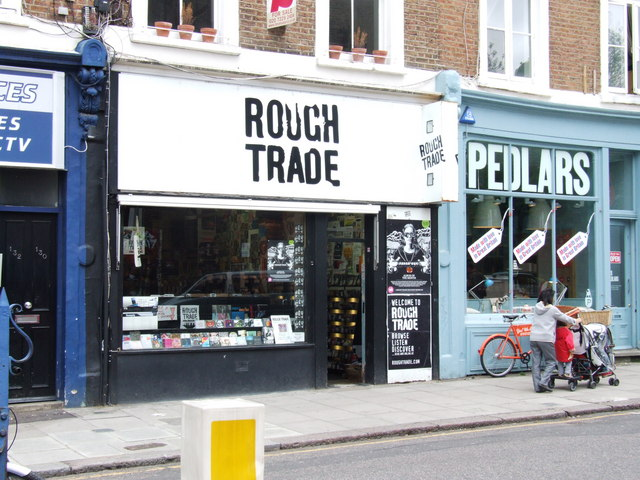
러프 트레이드 탤벗로드점의 모습

러프 트레이드(Rough Trade)는 런던에 본사를 두고 있는 영국과 미국의 레코드 매장 체인점이다. 1976년 조프 트래비스가 런던 래드브룩그로브에 처음으로 문을 열었다. 러프 트레이드라는 이름은 캐나다에서 활동하는 동명의 아트 펑크/뉴 웨이브 밴드에서 이름을 따왔다. 이후 1978년 러프 트레이드 레코드를 설립한 후 더 스미스에서 리버틴스에 이르는 밴드의 레이블이 되었다. 1982년 체인과 레이블이 갈라져나오며 둘은 서로 독립적으로 운영되었지만, 둘 사이의 연결고리는 강했다. 동시에 매장을 원래의 켄징턴파크로드에서 탤벗로드로 옮겨갔다. 1988년, 코번트가든의 닐스야드에 문을 열었다. 샌프란시스코, 도쿄, 파리에도 가게가 있었으나 인터넷에서의 음악 판매가 증가하면서 이 매장들을 온라인 음악 가게로 대체했다.
2007년, 러프 트레이드는 다시 런던 동부의 브릭레인의 드레이워크에 러프 트레이드 이스트(Rough Trade East)를 개장했다. 현재 영국에 5개, 미국 뉴욕에 1개까지 총 6개의 매장이 존재한다.

## 같이 보기
- 러프 트레이드 레코드